# Juan Martínez de Recalde
Juan Martínez de Recalde Larrinaga, almirall espanyol del segle XVI nascut a Bilbao i mort el 1588 a la Corunya.
La seva vocació marinera el va fer navegar des de molt jove a l'Esquadra de Biscaia, per a més tard escortar tres flotes d'Índies, aconseguint en aquest període gran fama en rescatar un vaixell carregat d'or a l'illa de Madeira. Pels seus mèrits rebria el comandament suprem de la Flota de Laredo.
Igual que Miguel de Oquendo, del qual era amic i company, el seu destí va estar aviat unit a la figura de l'almirall Álvaro de Bazán y Guzmán, sent acollit sota el seu comandament durant les expedicions a l'illa Terceira de 1582 i 1583. Així mateix li va ser lliurada l'autoritat de l'expedició a Irlanda contra les ambicions britàniques, aconseguint un important desembarcament d'homes.
Ja el 1587 s'estava gestant la invasió d'Anglaterra. Després del nomenament suprem del duc de Medina-Sidonia per a aquella invasió, Martínez de Recalde va assumir el rang d'almirall de la flota d'invasió, al cor de l'Invencible. No obstant això, encara que la responsabilitat va recaure sobre ell "materialment", no va poder fer valer la majoria de les seves decisions davant Medina-Sidonia, veient-se arrossegat combats molt difícils sense suport tàctic. A la topada inicial amb els anglesos de juliol de 1588, trobant-se en la rereguarda de la Flota, va quedar aïllat i no va tenir més remei que batre's amb força contra diversos vaixells enemics. Va sortir de l'acció viu i sense ser capturat, però li va costar perdre nombrosos homes i la quasi inutilització de les seves naus. Fins a la dispersió de l'Esquadra, Recalde es va mantenir ferm al llarg de tota la campanya sobre les costes d'Anglaterra. Durant la singladura darrera va recalar primer a Irlanda, dirigint més tard a la Corunya, ferit i amb greus febres. En aquest port va acabar la seva flota i la seva pròpia vida, i morí al cap de pocs dies d'arribar.